# Хлотар I
Хлотар I е франкски крал от рода на Меровингите. Той е един от т.нар. „лениви крале“ по времето на Карл Мартел.

## Живот
Син е на меровингски крал Хлодвиг I (ок. 466 – 511) и Клотилда Бургундска (474 – 545).
След смъртта на баща си Хлотар I поделя Франкското кралство с братята си Хилдеберт I, Теодорих I и Хлодомер, като получава областта около Суасон до северното крайбрежие и долното течение на река Мозел, както и югозападната част на Аквитания по устието на река Гарона.
Той е основният подстрекател за убийството на децата на брат си Хлодомер през 524 г., с което печели Тур и Поатие. В резултат на няколкото експедиции срещу Бургундското кралство, в които участва, и приобщаването му към Франкското кралство през 534 г., той печели Гренобъл и Дие. След като остготите отстъпват Прованс, Хлотар I завзема Оранж, Карпентра и Гап. През 531 г. съвместно с брат си Теодорих I разгромява Тюрингското кралство и присъединява почти всичките му територии към владенията на франките.
При смъртта на племенника си Теодебалд през 555 г., анексира териториите му, първоначално разпределени за брат му Теодорих I – Австразия, с главни градове Реймс и Мец. След смъртта на Хилдеберт I, през 558 г., става единствен владетел на земите на франките.
Надживял останалите си братя, с помощта на интриги, детеубийства и войни успява за кратко време да обедини кралството – нещо твърде трудно при наличие на династични традиции за разпределение на земите между всички живи синове. От трите му брака и множество наложници се раждат 11 сина и 3 дъщери, от които оцеляват в зряла възраст 4 сина. Така при смъртта му през 561 г. Хариберт I, Сигиберт, Хилперих I и Гунтрам си поделят отново Франкското кралство.
- Монета с образа на Хлотар I
- Галия след смъртта на Хлодвиг I
- Разделяне на Франкското кралство след смъртта на Хлотар I (561)